# Blood and Lace
Blood and Lace es una película de terror estadounidense, estrenada el 17 de marzo de 1971. Fue realizada por Philip S. Gilbert y distribuida por la American International Pictures (AIP).

## Argumento
Un hombre y una mujer yacen en una cama, ajenos a lo que sucede en la vivienda en ese momento. Alguien sujeta un martillo, y camina de manera amenazante hasta donde ellos se encuentran. Se produce un incendio, del que logra salvarse la hija de la mujer.
Tiempo después, la muchacha, Ellie Masters (Melody Patterson), se halla ingresada en un hospital tras el asesinato de su madre, que ejercía la prostitución en su propia casa. Ellie es menor de edad, por lo que es internada en el orfanato que dirige la Sra.Deere (Gloria Grahame). Una vez allí, Ellie descubre que la Sra.Deere, ayudada por el encargado del centro (Len Lesser), somete a los chicos a una férrea disciplina, que en nada tiene que envidiar a la de un campo de concentración, y los mantiene en un estado cercano a la indigencia, para apropiarse de la mayor parte de los fondos que las autoridades destinan al orfanato. Algunos de los chicos intentarán escapar, lo que será impedido brutalmente por el encargado del orfanato. Las únicas visitas al lugar suelen ser realizadas por Harold Mullins (Milton Selzer), un trabajador social, quien mantiene una relación íntima con la Sra.Deere, y por el detective de la policía Calvin Carruthers (Vic Tayback), quien había trabado amistad con Ellie en el hospital. Al mismo tiempo, un extraño con el rostro desfigurado, al que Ellie identifica con el cliente que se encontraba con su madre en el momento del incendio, comienza a merodear por el lugar, aumentando aún más la inquietud de la joven.

## Comentario
Blood and Lace es una modesta producción terrorífica de la American International Pictures(AIP), que hiciera célebre el productor y realizador Roger Corman en las décadas 50, 60 y 70. Supuso el único largometraje realizado por Philip S. Gilbert (acreditado como Philip Gilbert). En el reparto, la mítica Gloria Grahame, intérprete de conocidos títulos de género negro como Los sobornados; los televisivos Melody Patterson y Len Lesser (Seinfeld); y un joven Dennis Christopher, que años después desplegaría su talento dramático en películas como El relevo, Fundido a negro o Carros de fuego.

## Reparto
- Personaje..................Intérprete

- Sra.Deere..................Gloria Grahame
- Ellie Masters.............Melody Patterson
- Sr.Mullins..................Milton Selzer
- Tom Kredge...............Len Lesser
- Calvin Carruthers........Vic Tayback
- Bunch.......................Terri Messina
- Walter.......................Ronald Taft
- Pete..........................Dennis Christopher
- Ernest.......................Peter Armstrong
- Jennifer......................Maggie Corey
- Enfermera..................Mary Strawberry
- Edna Masters.............Louise Sherrill
- Cliente de Edna..........Joe Durkin

## Datos técnicos
- Idioma: Inglés
- Duración: 87 minutos
- Color: Color
- Mezclas de sonido: Mono

## Datos de la producción
Blood and Lace es una modesta producción, con un costo total de unos 2000.000 dólares, de Contemporary Film-Makers, Carlin Company Productions y American International (AIP). Esta última se encargó de la distribución de la película en los cines de Estados Unidos.

## Compañías distribuidoras
- American International Pictures (AIP) ( EUA o Estados Unidos) (Salas de cine)
- Astral Films ( Canadá) (Salas de cine)
- Cinefear ( EE. UU.) (VHS)
- Euskal Telebista ( España, TV, programada como Sangre y droga)
- Tele5 ( España, TV, programada como Sangre y encaje)
- VMI Vídeo (VHS)[3][4]

## Títulos
- Blood and Lace/Blood & Lace ( Estados Unidos)
- Dantela kai aima ( Grecia, Video)
- Den blodiga hammaren ( Suecia)
- El martillo macabro ( México)[5]
- Hielo sangriento (VHS)[3][4]
- Il martello macchiato di sangue ( Italia)
- Sangre y droga ( España, TV, ETB2)
- Sangre y encaje ( España, TV, Tele5)
- To mystiko tou parthenagogeiou ( Grecia)
- Visión sangrienta ( España)

## Calificación moral
- Canadá (Manitoba): PA
- Canadá (Ontario): Restricted
- Estados Unidos: GP
- Nueva Zelanda: R16
- Suecia: 15

## Fechas de estreno
- 17 de marzo de 1971 (Nueva York, Nueva York,  EE. UU.)
- 12 de mayo de 1971 (San Francisco, California,  EE. UU.)
- 29 de enero de 1973 ( Suecia)

## Valoraciones
En IMDb los usuarios valoran la película, a fecha de noviembre de 2011, con 5,2 sobre 10.
En un comentario en esta misma página, se define la película como Un cuento cruel y demencial al estilo de los hermanos Grimm (A demented Grimm tale). El personaje de Gloria Grahame somete, a la manera de una bruja maléfica, a los jóvenes que van a parar a su orfanato a toda serie de sufrimientos.
La revista española Imágenes de actualidad dedicó a la película en 2009 un artículo, según el cual, Blood and Lace sería un precedente de las películas americanas influenciadas por el giallo (con sus bellas mujeres en peligro, argumentos retorcidos y sangrientos crímenes); y así mismo precursor del llamado slasher, que haría furor en el cine estadounidense y canadiense de terror a partir de finales de la década de los 70, con títulos como La última casa a la izquierda, Black Christmas, La noche de Halloween/Halloween, San Valentín sangriento, El tren del terror o Viernes 13: Blood and Lace sería Uno de los primeros films estadounidenses en copiar la moda del gialli italiano, damiselas en peligro, escenarios terroríficos, enigmas policiales, brutales asesinatos...por otros motivos, su papel fundacional en el slasher norteamericano, Blood & Lace merece ser reivindicada